# Karolin Horchler
Karolin Horchler, född 9 maj 1989, är en tysk skidskytt som debuterade i världscupen i december 2014. Hon har varit på pallen i världscupen vid flera tillfällen tillsammans med det tyska laget i stafett.